# Herrschaft Golßen

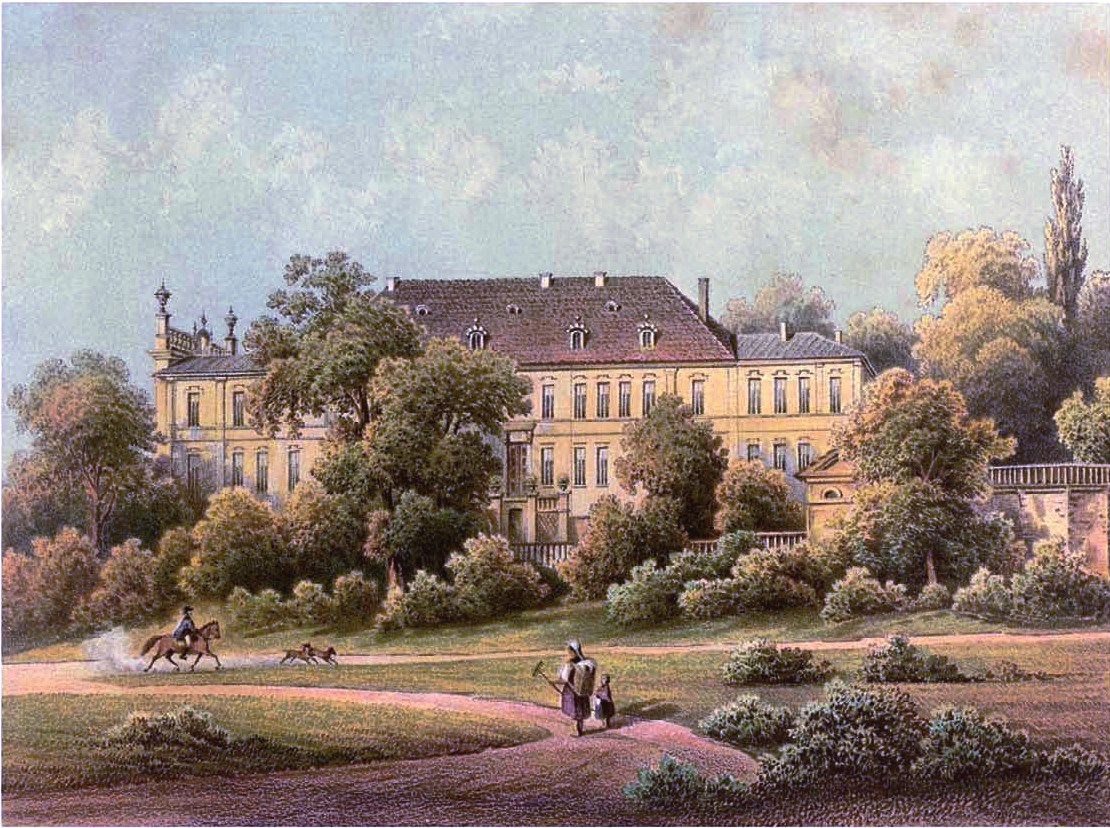
Schloss Golßen – Lithografie aus dem 19. Jahrhundert

Die Herrschaft Golßen war eine kleine niederlausitzische Adelsherrschaft im heutigen Landkreis Dahme-Spreewald (Brandenburg). Sie wird bereits im 13. Jahrhundert urkundlich fassbar. Im 15. Jahrhundert zerfiel sie in einzelne Besitzstücke, die zunächst noch als Einheit aufgefasst wurden; im weiteren Verlauf verloren die einzelnen Besitzanteile jedoch ihre Bindung. Erst seit der Mitte des 18. Jahrhunderts kamen einzelne Besitzanteile nach und nach durch Kauf wieder in eine Hand. 1846 gelangte der Restbesitz an die Grafen zu Solms auf Baruth, die den Besitztitel bis 1945 behaupteten.

## Geschichte
An der alten Straße Luckau–Baruth gelegen, gehörte zur Burg Golßen ein Burgwartbezirk, der bereits 1276 erstmals urkundlich fassbar wird. Burg und Burgwartbezirk waren damals im Besitz der Burggrafen von Golßen, einem Seitenzweig der edelfreien Burggrafen von Wettin. Die ursprüngliche Burg, die einen slawischen Burgwall als Vorgänger hatte, lag im nördlichen Teil von Golßen auf dem Utzenberg (direkt an der B 96).
1346 war die Herrschaft in den Besitz des Heinrich von der Dahme gekommen, der 1353 den Besitz an den Markgrafen Friedrich III. von Meißen, damals Pfandherr der Niederlausitz verkaufte. Allerdings konnte er die Herrschaft erst 1354 gewaltsam in Besitz nehmen, nachdem er die Magern, die sich Burg und Herrschaft angeeignet hatten, vertrieben hatte. 1359 gehörte Burg und Herrschaft dem Heinrich IV. von Plauen, der sie 1363 wieder an die gemeinsam regierenden Markgrafen von Meißen Friedrich III., Balthasar und Wilhelm I. veräußerte. 1364 löste Kaiser Karl IV. die Lausitz aus der Pfandherrschaft der Meißener Markgrafen wieder aus und schloss die Lausitz 1367 an Böhmen an. 1401 wurde die Niederlausitz von Jobst von Mähren erneut an den Markgrafen Wilhelm von Meißen verpfändet. 1418 besaßen Kaspar und Paul von Knobelsdorff die Herrschaft Golßen.
Noch vor 1437 war die Herrschaft Golßen in den Besitz des 1437 verstorbenen Landvogts der Niederlausitz Hans von Polenz gekommen, denn im Jahr 1439 verkaufte der neue Landvogt der Niederlausitz Nickel von Polenz für sich und als Vormund der noch minderjährigen Söhne des Hans Polenz die Herrschaft auf Wiederkauf an vier Brüder der Familie von Stutterheim. Die v. Stutterheim stammten ursprünglich aus dem thüringischen Stotternheim (heute ein Ortsteil von Erfurt). In der Gesamtbelehnung von 1517 werden als Zubehör der Herrschaft Golßen aufgeführt:
- Schloss und Städtlein Golßen
- Altgolßen (heute bewohnter Gemeindeteil von Golßen)
- Briesen  (heute ein Ortsteil von Halbe)
- Drahnsdorf
- Falkenhain (heute Ortsteil von Drahnsdorf)
- (Wendisch-)Gersdorf (heute ein bewohnter Gemeindeteil von Zützen, Ortsteil von Golßen)
- Jetsch (heute ein Ortsteil der Gemeinde Kasel-Golzig)
- Krossen (heute ein Ortsteil der Gemeinde Drahnsdorf)
- Landwehr (heute bewohnter Gemeindeteil von Golßen)
- Liedekahle (heute ein bewohnter Gemeindeteil von Görsdorf, einem Ortsteil der Gemeinde Dahmetal)
- Oderin (heute ein Ortsteil von Halbe)
- Prierow (heute bewohnter Gemeindeteil von Golßen)
- Rietzneuendorf (heute ein Ortsteil der Gemeinde Rietzneuendorf-Staakow)
- Sellendorf (Ortsteil der Gemeinde Steinreich)
- Waldow (heute Waldow/Brand, ein Ortsteil der Gemeinde Schönwald)
- Wüste Feldmark Schöneiche (Dorf wurde wieder aufgebaut; heute ein Gemeindeteil von Sellendorf, einem Ortsteil der Gemeinde Steinreich)
- Zauche (heute ein bewohnter Gemeindeteil von Kasel-Golzig)
- Zützen (heute ein Ortsteil von Golßen)

Bereits mit der Besitznahme der Herrschaft durch die vier Brüder v. Stutterheim zerfiel die Herrschaft in vier Teile, wenn auch durch die Gesamtbelehnungen (bis 1623) noch der Anschein einer einheitlichen Herrschaft aufrechterhalten wurde. Seit dem Dreißigjährigen Krieg ging aber die Bindung zwischen den einzelnen Anteilen, auch durch häufige Besitzerwechsel allmählich verloren. Falkenhain, das in fünf Teile aufgesplittet war, wurde 1637 an die v. Schlieben verkauft. 1646 verkauften die Brüder Georg, Wilhelm und Alexander von Stutterheim den Erbteil ihres Vaters mit Golßen und Rittersitz, Untertanen und Rechten im Städtchen Golßen und in den Dörfern Prierow, Landwehr, Zützen, Liedekahle und dem wüsten Schöneiche an Ulrich von Wolfersdorf(f) auf Bornsdorf, der ihn (oder nur einen Teil?) 1651 an Achim v. Bredow weiter reichte. 1651 verkaufte Hans Georg v. Stutterheim seinen Anteil an Zützen und Wendisch-Gersdorf an Lippold Friedrich von Klitzing. Spätestens bis 1669 verlor die Herrschaft Golßen Sitz und Stimme im Landtag der „Ständerepublik“ Niederlausitz. 1693 verkaufte Kaspar Friedrich von Stutterheim seinen Anteil an Golßen an Jobst Ulrich von Bredow, den Sohn des obigen Achim v. Bredow. 1695 starb Jobst Ulrich von Bredow. Im folgte sein Sohn Jobst Siegmund nach. Er war mit einer von Wangenheim verheiratet und hatte einen Sohn Friedrich. Dessen Sohn Curt Otto starb 1814 als Erbherr auf Papitz und Ruben. 1721 veräußerte Ernst von Stutterheim seinen Anteil an Golßen, Untertanen und Rechten in den Dörfern Landwehr und Prierow an Christian Ludwig Friligehausen. Der letzte Anteil von Golßen wurde 1793 (bestätigt 1800) an Johann Georg Heinrich Döhler verkauft.
1743 wurde der Kriegs- und Domänenrat Johann Just Vieth mit dem Bredow'schen Anteil belehnt. Er hatte diesen Teil von seinem Schwiegervater Johann Peter von Köhler für 40.000 Taler erworben. Im gleichen Jahr erwarb Johann Just Vieth (später als Vieth von Golssen(au) geadelt) den von Wolfersdorfischen Anteil und 1752 den Friligehausensche Anteil für 14.000 Taler und 200 Schlüsselgeld. 1771 kaufte Graf Siegmund Ehrenreich von Redern den Vieth'schen Besitz. Nach seinem Tod 1789 erbte seine Tochter Amalie, die mit dem sardinischen Gesandten Graf Nepomuk Fontana de Cravanzana verheiratet war, diesen Anteil. Ihr gelang der Kauf des letzten Teils von Golßen. 1809 erbte deren Tochter Sophie Louise Charlotte Gräfin Fontana die nun wiedervereinigte, aber gegenüber dem Anfang des 15. Jahrhunderts stark verkleinerte Herrschaft. 1846 kaufte Graf Friedrich Heinrich Ludwig zu Solms auf Baruth die Herrschaft Golßen. Dessen Sohn Friedrich I. Hermann Carl Adolph von Solms wurde 1888 in den Fürstenstand erhoben. Die Familie zu Solms besaßen die kleine Herrschaft bis 1945.

## Die Burg Golßen
Von der Burg Golßen haben sich keine Gebäudereste erhalten. Bei Ausgrabungen wurden slawische und mittelalterliche Scherben gefunden. Wann das Areal des heutigen Schlosses bebaut wurde, ist nicht genau bekannt, jedoch war die Burg noch Anfang des 15. Jahrhunderts mit einer Mannschaft versehen. Der Utzenberg ist heute ein Bodendenkmal.